# بيل سويني
بيل سويني (بالإنجليزية: Bill Sweeney)‏ هو لاعب كرة قاعدة أمريكي، ولد في 6 مارس 1886 في كوفينغتون في الولايات المتحدة، وتوفي في 26 مايو 1948 في كامبريدج في الولايات المتحدة.

## وصلات خارجية
- بيل سويني على موقعبيزبول رفرنس.كوم (الدوري الرئيسي) (الإنجليزية)